# Karácsonyi románc (film, 2022)
A Karácsonyi románc (eredeti cím: Falling for Christmas) 2022-es amerikai karácsonyi romantikus-filmvígjáték, amelyet Janeen Damian rendezett, Jeff Bonnett és Ron Oliver forgatókönyvéből. A főszerepben Lindsay Lohan, Chord Overstreet, George Young, Jack Wagner és Olivia Perez látható. Több mint egy évtized óta ez Lohan első szerepe egy nagyobb produkcióban, miután a függőségéből és jogi problémáiból való felépülése során többször is kudarcba fulladt a karrierje.
A szereplők és a stáb egy különleges rajongói vetítésen vettek részt november 9-én a manhattani Paris Theaterben.
A filmet 2022. november 10-én mutatta be a Netflix.

## Cselekmény
A karácsony előtti napokban egy örökösnő síbalesetet szenved. Miután amnéziát diagnosztizálnak nála, a jóvágású panziótulajdonos és lánya gondjaira bízzák.

## Szereplők
| Szerep             | Színész            | Magyar hang        |
| ------------------ | ------------------ | ------------------ |
| Sierra Belmont     | Lindsay Lohan      | Bogdányi Titanilla |
| Jake Russell       | Chord Overstreet   | Hajdu Tibor        |
| Tad Fairchild      | George Young       | Ágoston Péter      |
| Beauregard Belmont | Jack Wagner        | Forgács Péter      |
| Avy                | Olivia Perez       | Bak Julianna       |
| Alejandra Carlisle | Alejandra Flores   | Igó Éva            |
| Terry Carver       | Chase Ramsey       | Renácz Zoltán      |
| Ralph              | Sean J. Dillingham | N/A                |
| Borden seriff      | Antonio D. Charity | N/A                |
| Dr. Layla Monroe   | Blythe Howard      | N/A                |
| Bianca             | Aliana Lohan       | N/A                |